# 久洛區

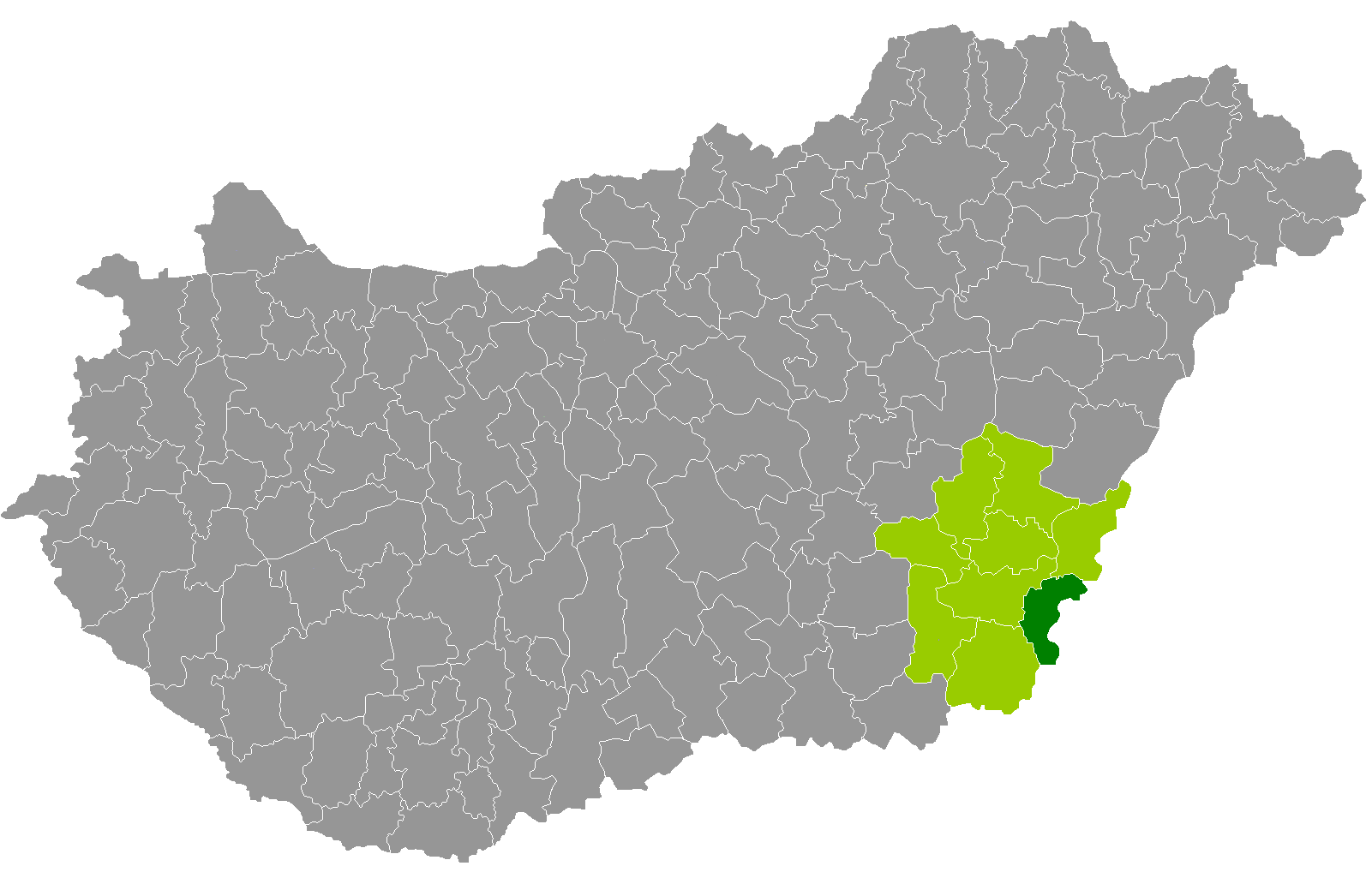

久洛區（匈牙利語：Gyulai járás），是匈牙利貝凱什州的一個區，位於該國東南部，区府設於久洛，面積413平方公里，2011年人口41,627，人口密度每平方公里101人。

## 市镇
久洛區包含两个城镇、一个大村和一个村庄。